# 爸爸和我
《爸爸和我》（韓語：아버지와 나）是韓國tvN的綜藝節目，製作組邀請來賓（Eric Nam、秋成勳、金楨勳、BOBBY(iKON)、尹博、Roy Kim、南熙碩等人），讓來賓與自己的兒子一同旅行，紀錄旅行過程中的點點滴滴，屬於真人秀綜藝節目。

## 來賓
| 集數 | 播放日期      | 來賓                                                   |
| ---- | ------------- | ------------------------------------------------------ |
| 1    | 2016年6月2日  | Eric Nam、秋成勳、金楨勳、BOBBY(iKON)、尹博、Roy Kim。 |
| 2    | 2016年6月9日  | Eric Nam、秋成勳、金楨勳、BOBBY(iKON)、尹博、Roy Kim。 |
| 3    | 2016年6月16日 | Eric Nam、秋成勳、金楨勳、BOBBY(iKON)、尹博、Roy Kim。 |
| 4    | 2016年6月23日 | Eric Nam、秋成勳、金楨勳、BOBBY(iKON)、尹博、Roy Kim。 |
| 5    | 2016年6月30日 | Eric Nam、秋成勳、金楨勳、BOBBY(iKON)、南熙碩。        |
| 6    | 2016年7月7日  | Roy Kim、秋成勳、BOBBY(iKON)、南熙碩。                 |
| 7    | 2016年7月14日 | Roy Kim、BOBBY(iKON)、南熙碩、尹博。                   |
| 8    | 2016年7月21日 | Roy Kim、BOBBY(iKON)、南熙碩、尹博。                   |
| 9    | 2016年7月28日 | Roy Kim、BOBBY(iKON)、南熙碩、尹博。                   |
| 10   | 2016年8月4日  | Roy Kim、BOBBY(iKON)、南熙碩、尹博。                   |